# 아산호로
아산호로(Asanho-ro)는 충청남도 아산시 둔포면 세원교차로에서 충청남도 아산시 둔포면 시포사거리를 잇는 도로이다.

## 주요 경유지
충청남도
- 아산시 (둔포면 . 인주면 . 영인면)

## 노선
| 이름                     | 접속 노선                         | 소재지 | 소재지 | 비고 |
| ------------------------ | --------------------------------- | ------ | ------ | ---- |
| 세원 교차로              | 국도 제34호선 (장영실로)          | 아산시 | 둔포면 |      |
| 주천교                   |                                   | 아산시 | 인주면 |      |
| 백석포사거리             | 국도 제34호선 (장영실로) 백석포길 | 아산시 | 영인면 |      |
| 와우 교차로              | 국도 제34호선 (장영실로)          | 아산시 | 영인면 |      |
| 신언교                   |                                   | 아산시 | 영인면 |      |
| 신남삼거리 (신법 교차로) | 국도 제43호선 (세종평택로)        | 아산시 | 둔포면 |      |
| 시포사거리               | 충무로                            | 아산시 | 둔포면 |      |
| 둔포로와 직결            |                                   |        |        |      |

## 주요 건물 및 시설
- S-OIL 백석포주유소 (아산호로 191/백석포리 274-10)
- HD현대오일뱅크 백석주유소 (아산호로 318/백석포리 14-3)
- SK에너지 구성주유소 (아산호로 496/구성리 3-2)
- CU 아산신봉점 (아산호로 680/창용리 100)
- CU 아산창용점 (아산호로 681/창용리 52)
- S-OIL 둔포주유소 (아산호로 1004/신법리 157-7)